# Lakeshore (Manitoba)
Lakeshore es un municipio rural canadiense situado en la provincia de Manitoba.

## Superficie
Lakeshore tiene una superficie de 1295,64 km².

## Demografía
En 2021, tenía 1186 habitantes, una densidad poblacional de 0,9 hab./km², y 861 viviendas.